# أدريان بوبيسكو
أدريان بوبيسكو (بالرومانية: Adrian Popescu)‏ هو لاعب كرة قدم روماني في مركز الهجوم، ولد في 25 يونيو 1975 في رومانيا. لعب مع سي إس باندوري تارغو جيو.